# Lars Arnö
Lars Gunnar Arnö (* 8. Januar 1926 in Långshyttan, Dalarnas län; † Juli 2019 in Lidingö, Stockholms län) war ein schwedischer Journalist und Diplomat, der unter anderem zwischen 1986 und 1988 Botschafter war.

## Leben
Lars Gunnar Arnö, dessen Eltern Gunnar Arnö und Greta Gustafsson beide als Lehrer an Volksschulen tätig waren, begann nach dem Abitur (Studentexamen) 1946 eine Ausbildung an der Seekriegsschule KSS (Kungliga Sjökrigsskolan), trat nach deren Abschluss 1949 jedoch nicht in die Marine ein. Stattdessen wurde er 1949 zunächst Journalist bei der Tageszeitung Svenska Morgonbladet und war daraufhin zwischen 1949 und 1952 erstmals Mitarbeiter des Pressebüros des Außenministeriums (Utenriksdepartementet). Nachdem er zwischen 1952 und 1953 als Journalist bei der Tageszeitung Svenska Dagbladet gearbeitet hatte, kehrte er von 1953 bis 1963 ins Pressebüro des Außenministeriums zurück und war zwischen 1961 und 1963 Pressesprecher des Ministeriums. Im Anschluss fungierte er von 1963 bis 1971 als Presseattaché der Ständigen Vertretung bei den Vereinten Nationen in New York City sowie zugleich bei der Botschaft in Kanada in Ottawa. Im Anschluss war er von 1971 bis 1976 zunächst Botschaftsrat (Ambassadråd) für Presseangelegenheiten an der Botschaft im Vereinigten Königreich sowie zwischen 1976 und 1983 Botschaftsrat für Presseangelegenheiten an der Botschaft in den USA.
Arnö war zwischen 1983 und 1986 Generalkonsul in Chicago, woraufhin 1987 Håkan Wilkens seine dortige Nachfolge antrat. Er selbst wurde daraufhin 1986 mit Amtssitz im Außenministerium in Stockholm zuständiger Botschafter (Ambassadör) für die Demokratische Volksrepublik Jemen, Madagaskar, die Komoren, Somalia, Mauritius sowie die Seychellen und bekleidete dieses Amt als Länderbotschafter für den Indischen Ozean bis zu seiner Ablösung durch Lars Schönander 1988. Zuletzt wurde er 1988 Generalkonsul in Rio de Janeiro und bekleidete dieses Amt bis zu seinem Eintritt in den Ruhestand 1991.
Lars Arnö war von 1959 bis zu seinem Tode 2019 mit Karin Lundberg (* 1934), Tochter von Alarik Lundberg und dessen Ehefrau Margareta Rydström verheiratet.

## Weblink
Arnö, Lars. Vem är det.Svensk biografisk handbok, 2001, S. 72 f. (schwedisch).